# Stenka Razin
Stepan (Stenka) Timoféievitx Razin (rus:Степан (Стенька) Тимофеевич Разин; 1630 – 16 de juny de 1671) fou un líder cosac que liderà la revolta més important contra el tsar de Rússia en el segle xvii.

## Primeres notícies
Els historiadors donen la primera referència sobre ell el 1661, en una missió diplomàtica del cosacs del Don als calmucs, el mateix any en què Razin pelegrinà al gran monestir de Solovetsky (al Mar Blanc). Després d'allò no se sap res d'ell durant sis anys, i reapareix com a líder d'una comunitat de lladres establerta a Panshinskoye, als pantans entre els rius Tishina i Ilovlya, des d'on recaptava peatge a tots els vaixells que baixaven pel Volga.
Les guerres amb Polònia de 1654-1667 i Suècia de 1656-1658 provocaren la imposició de fortes càrregues contributives als camperols, agreujades amb el reclutament forçat. Molts camperols fugiren cap al sud i es formaven bandes dels cosacs que s'unien a la de Razin. També s'hi uniren d'altres desafectes amb el govern rus, incloent-hi gent de classes baixes i representants de grups ètnics no russos que eren oprimits.
La primera proesa de Razin fou destruir la gran caravana del riu que constava de les barcasses del tsar, del patriarca i dels comerciants de Moscou. Razin llavors navegava pel Volga amb una flota de trenta-cinc galeres, capturant els forts més importants al seu camí i devastant el país. Al començament de 1668 derrotava el voivoda Jakov Bezobrazov, enviat contra ell des d'Astracan, i a la primavera s'embarcava en una expedició de pillatge a Pèrsia que va durar divuit mesos.

## Expedició persa
Va navegar pel Mar Caspi, des d'on saquejava les costes perses des de Derbend a Bakú, massacrava els habitants del gran empori de Rasht, i a la primavera de 1669 s'establia en l'illa de Suina, des de la qual, al juliol, va anihilar una flota persa enviada contra ell. Stenka Razin, com se l'anomenava generalment, era ara un cap poderós a qui els prínceps tractaven amb respecte.
L'agost de 1669 reaparegué a Astracan, i acceptà una oferta de perdó del tsar Aleix I Mikhailòvitx; el poble baix estava fascinat per les seves proeses. La regió de la frontera russa d'Astrakhan, on l'ambient general era de pillatge i molta gent era encara nòmada, era el medi natural per a una rebel·lió com la de Razin.

## Rebel·lió oberta
El 1670, mentre Razin aparentment anava a comunicar-se a l'oficina central| dels Cosacs del Don, es rebel·lava obertament contra el govern, capturava Txerkessk, Tsaritsin i altres llocs, i el 24 de juny esclata a Astracan mateix. Després de massacrar tothom que se li oposava (incloent dos prínceps Prozorovsky) i deixar els basars rics de la ciutat per saquejar, convertia Astrakhan en una república cosaca, abolí l'esclavatge i els privilegis, organitzà un exèrcit popular i es proclamà gosudar (sobirà). Tot seguit pujà pel curs del Volga i ocupà Saràtov i Samara, alhora que avançava cap a Moscou amb dues-centes barcasses. Tanmateix, no va poder ocupar Simbirsk i fou anatemitzat pel Patriarca de Moscou el 1671, raó per la qual la seva rebel·lió va perdre força. Fou derrotat l'octubre als bancs del riu Sviyaga i va fugir Volga avall.
Però els emissaris de Razin havien incitat a la revolta els habitants dels governs de Nizhni Novgorod, Tambov i Penza, i havien penetrat vora Moscou i Novgorod. Razin proclamava que el seu objectiu era expulsar els boiars i tots els oficials tsaristes, igualar les classes socials i establir un govern cosac, amb el seu corol·lari d'igualtat absoluta, per a tota Moscòvia.
Fins al començament de 1671 el resultat de la lluita era dubtós. S'havia lliurat vuit batalles abans que la insurrecció mostrés senyals de debilitar-se, i continuà durant sis mesos. Finalment, el 1671 ell i el seu germà Frol Razin foren capturats a Kaganlyk, la seva última fortalesa, i foren traslladats a Moscou, on, després de ser torturat, Stepan fou esquarterat viu a la Plaça Roja, al Lobnoye Mesto.

## En la cultura i el folklore
Razin és el tema d'un poema simfònic d'Aleksandr Glazunov i una cantata de Dmitri Xostakóvitx.
Stenka Razin és el protagonista d'una cançó popular russa, Ponizovaya Volnitsa, més coneguda com a Volga, Volga mat' rodnaya. La lletra és de 1883, i la música és popular. El grup The Seekers en va fer una versió el 1965 que va arribar al número 1 a Austràlia i al Regne Unit.
A Catalunya és molt coneguda per la versió que en va fer el Xesco Boix, amb el nom d'Els vaixells de Stienkarrasi.